# Julia Schatz
Julia Schatz (* 1986) ist eine deutsche Rettungsschwimmerin.

## Leben
Julia Schatz wurde 1986 im Saale-Kreis Halle geboren. Sie wuchs in Berlin auf und legte im Jahr 2005 das Abitur ab. Danach war sie zwei Jahre lang in der Sportfördergruppe der Bundeswehr aktiv. Sie ist im Zivilberuf Polizistin und hat Sportwissenschaft studiert. Als Mitglied der Deutschen Lebens-Rettungs-Gesellschaft (DLRG) ließ sie sich u. a zur Rettungsschwimmerin ausbilden.

## Sportliche Leistungen
Im Rahmen des Polizeisportes nahm sie an nationalen und internationalen Wettbewerben als Rettungsschwimmerin teil. So gewann sie den DLRG-Cup und wurde dreimal hintereinander Siegerin im Damen-Einzel (2010, 2011 und 2012). Ihre größten Erfolge errang sie allerdings in internationalen Wettbewerben. Sie wurde Dritte bei der Weltmeisterschaft 2008 und Zweite bei der Weltmeisterschaft 2010. Außerdem wurde sie 2009 bei den Worldgames mit ihren Polizeikolleginnen Laura Ernicke, Stephanie Kasperski und Anke Palm Staffelgesamtsiegerin.
Für ihre sportlichen Leistungen wurde sie, zusammen mit ihren Kolleginnen Emike, Kasperski und Palm, am 1. März 2013 mit dem Silbernen Lorbeerblatt ausgezeichnet.